# دنیس لا (کارگردان)
دنیس لا (انگلیسی: Dennis Law؛ زادهٔ ۱۹۶۳ میلادی) بازیگر، تهیه‌کننده فیلم، مجری، کارگردان فیلم و فیلم‌نامه‌نویس اهل هنگ کنگ است. وی دانش‌آموختۀ رشتۀ ارتباطات در دانشگاه لویولا مریمونت است. جدا از فیلمسازی، دنیس لا در حال حاضر مدیر عامل «شرکت یو تای هینگ لیمیتد» است که یک گروه سرمایه‌گذاری و توسعه املاک خصوصی معتبر در هنگ کنگ است.
از فیلم‌ها یا مجموعه‌های تلویزیونی که وی در آن‌ها نقش داشته است، می‌توان به انتخابات اشاره نمود.